# Röhrigeinzel
Röhrigeinzel ist ein Gemeindeteil der Marktes Stammbach im Landkreis Hof (Oberfranken, Bayern). Röhrigeinzel liegt in der Gemarkung Förstenreuth.

## Geografie
Die Einöde liegt auf einer Anhöhe südlich des Waldgebietes Röhrich. Ein Anliegerweg führt 80 Meter südöstlich zu einer Gemeindeverbindungsstraße, die nach Untersauerhof zur Bundesstraße 289 (0,8 km nördlich) bzw. nach Weickenreuth verläuft (1,4 km südwestlich).

## Geschichte
Röhrigeinzel wurde nach 1813 auf dem Gemeindegebiet von Stammbach gegründet. Das Anwesen wurde nach dem Waldstück Röhringholz benannt. 1840 erfolgte die Umgemeindung in die neu gebildete Ruralgemeinde Förstenreuth. Im Zuge der Gebietsreform in Bayern wurde Röhrigeinzel am 1. Juli 1972 nach Stammbach eingemeindet.

### Einwohnerentwicklung
| Jahr      | 1857  | 1861  | 1871  | 1885   | 1900   | 1925   | 1950   | 1961   | 1970   | 1987  |
| Einwohner |       | 12    | 12    | 7      | 9      | 6      | 7      | 3      | 2      | 1     |
| Häuser    | 1     |       |       | 1      | 2      | 1      | 1      | 1      |        | 1     |
| Quelle    | [ 5 ] | [ 8 ] | [ 9 ] | [ 10 ] | [ 11 ] | [ 12 ] | [ 13 ] | [ 14 ] | [ 15 ] | [ 1 ] |

## Religion
Röhrigeinzel ist  evangelisch-lutherisch geprägt und nach St. Maria (Stammbach) gepfarrt.